# Backskärvfrö
Backskärvfrö (Noccaea caerulescens) är en mångformig flerårig ört som tillhör familjen korsblommiga växter, blommar tidigt på våren och förekommer i Europa och Skandinavien. Arten är även känd för att ackumulera större mängder av vissa metaller.

## Systematik

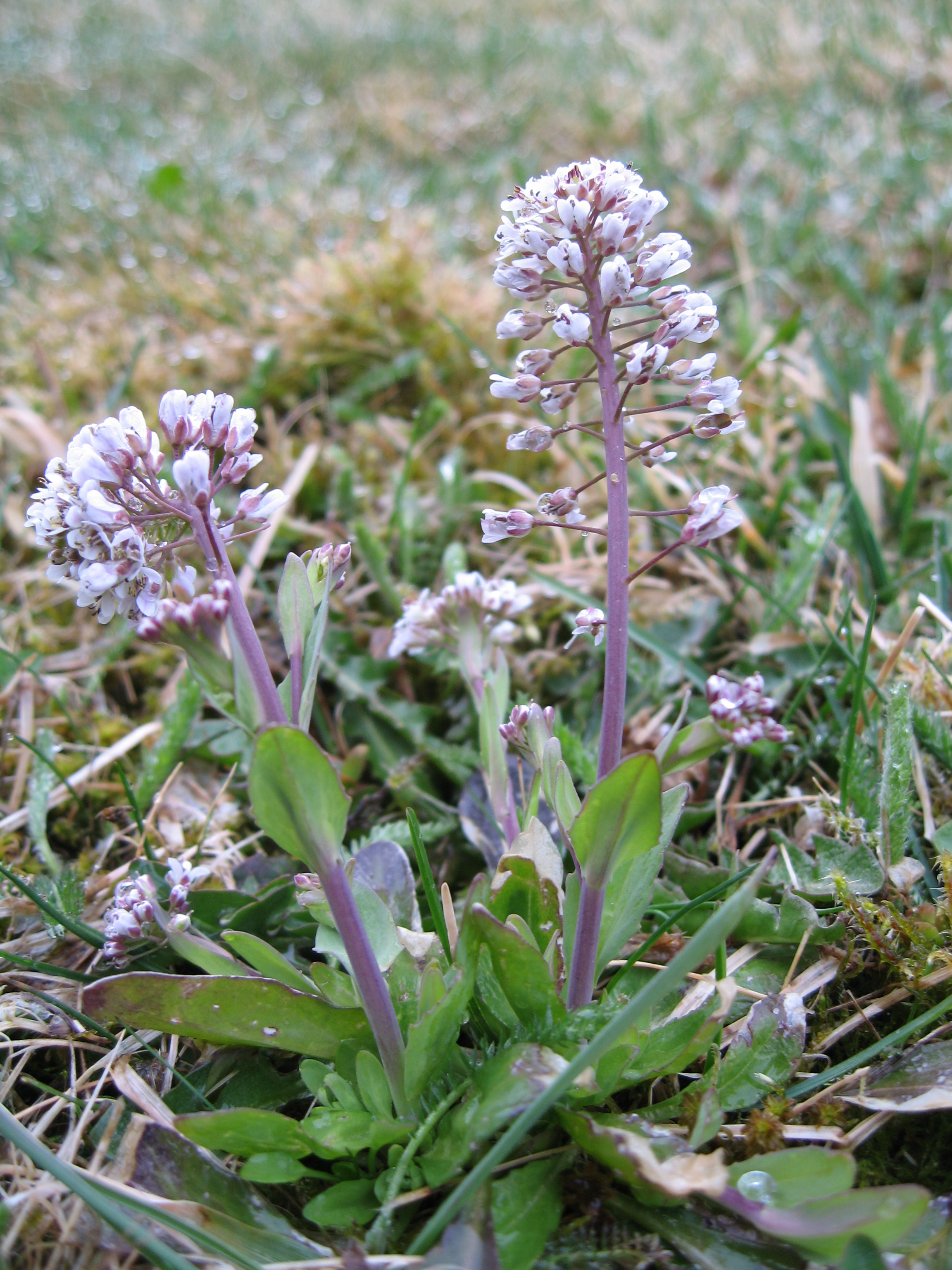
Backskärvfrö fotograferad 9 maj i Norge.

Arten beskrevs första gången 1819 under namnet Thlaspi caerulescens av Jan Svatopluk Presl och Karel Bořivoj Presl i Flora Čechica. År 1973 flyttades den till släktet Noccaea av Friedrich Karl Meyer
Noccaea caerulescens uppträder i många former på grund av frekvent självpollinering, där avkomman ofta bevarar nyförvärvade egenskaper i små isolerade populationer. Beroende på auktoritet klassificeras dessa taxon antingen som arter, underarter eller sorter. Ytterligare forskning behövs för att klargöra artens naturliga släktskap och utbredningsområde.

## Utbredning och habitat
Backskärvfrö förekommer i Europa och Skandinavien. Den föredrar torra ängar, skogskanter, diken, trädgårdar, gräsmattor, betesmarker, åkerkanter och kala platser.

### Förekomst i Sverige
Till Sverige introducerade den under 1840-talet och har sedan dess fått stor spridning. Den sprids främst som ogräs tillsammans med gräs- eller vallfrö. Enligt Artfakta förekommer underarterna brachypetala (storskärvfrö) och caerulescens (vanligt backskärvfrö) i Sverige.

## Utseende
Backskärvfrö blir 5 till 25 centimeter hög och blommar med vita till ljusröda blommor.

## Ekologi
I Skandinavien blommar den från tidig april till juni, men längre söderut i Europa redan från mars.

## Backskärvfrö och människan
Backskärvfrö var den första växt som upptäcktes vara en hyperackumulator, det vill säga att den ackumulerar metall i sin växtvävnad, då det upptäcktes att den tog upp bly ur förorenad jord genom så kallad fytoremediering. Den ackumulerar även zink och kadmium. 
I Sverige kategoriseras backskärvfrö som ett mindre problem som ogräs.